# Dichorisandra fluminensis
Dichorisandra fluminensis là một loài thực vật có hoa trong họ Commelinaceae. Loài này được Brade mô tả khoa học đầu tiên năm 1957.